# Gran Premi de Pescara
El Gran Premi de Pescara va ser una cursa puntuable pel campionat del món de la Fórmula 1 que es va disputar una sola vegada, a la temporada 1957 a Pescara, Itàlia.
Les curses automobilístiques van començar a Pescara amb la victòria d'Enzo Ferrari a la Copa Acerbo de 1924. Era una competició molt dura que feia que hi prenguessin part molts dels millors pilots de carreres d'aquell temps (anys 30).
La carrera es va disputar fins als anys 60, però només forma part de la història de la Fórmula 1 a l'any 1957.
La cursa va tenir lloc a un circuit urbà que, amb un recorregut de 25,58 km, travessava els camins i carrers de la ciutat. Es van donar un total de 18 voltes al circuit, assolint un total de 460,42 km de carrera.
El guanyador (Stirling Moss) va trigar gairebé tres hores (2:59'22) en completar la cursa.

## Guanyador
| Data       | Temporada | Pilot         | Equip   | G.P.      |
| ---------- | --------- | ------------- | ------- | --------- |
| 18 d'agost | 1957      | Stirling Moss | Vanwall | Resultats |

## Altres
Volta ràpida: Stirling Moss, 9'44.6
Pole: Juan Manuel Fangio, amb Maserati 9' 44.6